# Khorab-Denkmal
Der Khorab-Denkmal (englisch Khorab Memorial) ist ein Kriegerdenkmal bei Otavi in der Region Otjozondjupa in Namibia. Dieses ist seit dem 28. September 1973 ein Nationales Denkmal Namibias.
Das Denkmal in Form eines Grabsteins befindet sich unter einem Omuparara-Baum. Die Widmungstafel erinnert an die Kapitulation (durch Victor Franke) der deutschen Schutztruppe am 9. Juli 1915 und das Ende  Deutsch-Südwestafrikas.